# 美濃脇坂藩
美濃脇坂藩（みのわきざかはん）は、江戸時代初期に美濃国内で1万石を領した脇坂安信の藩。安信が親族間の刃傷事件に巻き込まれ、1632年に改易された。
『藩史大辞典』などでは「脇坂安信領」として美濃国に配列している。

## 藩史
脇坂安信は、「賤ケ岳の七本槍」に数えられる脇坂安治の三男である。徳川家康に仕え、慶長年間に美濃国内で1万石の知行を与えられた。
安信は娘を兄である脇坂安元（後述の事件当時は信濃飯田藩主）の養女としたうえで、池田長幸（同じく備中松山藩主）の次男・池田長純に嫁がせていた。寛永9年（1632年）4月、長幸の病が重くなり、親族が招集された。安信は、安元の養子である実弟の脇坂安経とともに池田長幸の屋敷に赴いた。
長幸は、嫡子である長常と不和であったため、病弱であることなども理由に挙げて、6万5000石の領知の半分（『徳川実紀』によれば過半）を二男の長純に分ける意向であった。親族たちはこれに同意したが、長幸の弟の池田長頼（旗本3000石）だけは納得しなかった。『徳川実紀』によれば長頼は、長男に遺領を残らず譲るべきであり、二男に過半を与えるのは道理が通らないと主張した。親族は長頼を排除して評議に加わらせなかったため、憤慨した長頼は会合の席に押しかけて刃傷に及んだ。脇坂安経は殺害され、安信も負傷した。
この騒動により、安信は改易処分となった。5年後の寛永14年（1637年）、安信は没した。

## 歴代藩主
脇坂家
1万石。外様。
1. 安信

## 領地
『濃飛両国通史』（1924年）には、元和郷帳を出典として、美濃国内には山県郡・方県郡・大野郡の3郡内に6400石の知行地があったと載せる。
- 山県郡
  - 岩村[注釈 3]、若島村、戸田村[注釈 4]、高富村[注釈 5]、落村、千疋村[注釈 6]、森村、北野村[注釈 7]、溝口村[注釈 8]、門屋村[注釈 9]
- 方県郡
  - 交人村[注釈 10]、鷺山村[注釈 11]
- 大野郡
  - 森村、上磯村[注釈 12]、下方村、小津村、神原村[注釈 13]